# Grzymiszew
Grzymiszew – wieś (dawniej miasto) w Polsce położona w województwie wielkopolskim, w powiecie tureckim, w gminie Tuliszków.

## Części wsi
| SIMC    | Nazwa  | Rodzaj    |
| ------- | ------ | --------- |
| 0298005 | Babiak | część wsi |
| 1008771 | Bugaj  | część wsi |
| 0298011 | Gozdów | część wsi |
| 0298028 | Wygoda | część wsi |

## Historia
Najstarsza pisana wzmianka o istnieniu wsi szlacheckiej Grzymiszew pochodzi z 1411 roku. Wiadomo, że miejscowość otrzymała prawa miejskie przed 1443 r. i była miastem prywatnym. Pozbawiony impulsów gospodarczych ośrodek nie rozbudował się. Negatywnie na jego rozwoju odbiły się też przemarsze obcych wojsk szwedzkich w XVII i XVIII wieku, francuskich w 1812 roku oraz pożar z 1783 roku. Ostatnia znana wzmianka o Grzymiszewie jako mieście pochodzi z 1685 r., data utraty praw miejskich nie jest jednak znana.
Miejscowość posiada zabudowę typowo wiejską, jednak w jej centrum znajduje się niewielki, kwadratowy plac, który jest zapewne reliktem dawnego rynku.
W okresie PRL-u we wsi powstał zakład rolny przedsiębiorstwa PGR Brudzyń. 
We wsi mieści się Zespół Szkolno - Przedszkolny im. Romualda Traugutta oraz Ochotnicza Straż Pożarna.  
W latach 1954–1971 wieś należała i była siedzibą władz gromady Grzymiszew, po jej zniesieniu w gromadzie Tuliszków. W latach 1975–1998 miejscowość administracyjnie należała do województwa konińskiego.

## Zabytki

### Zespół dworski
Najcenniejszym zabytkiem miejscowości był znajdujący się w jej zachodniej części zespół dworski rodziny Pułaskich, ostatnich właścicieli dóbr Grzymisławskich. Prawdopodobnie w latach powojennych dwór został zdewastowany, a następnie rozebrany. Jedyną pozostałością po nim jest obszerny, bardzo zaniedbany park o interesującym drzewostanie .

### Parafia i kościół
Grzymiszewską parafię erygował w 1443 roku arcybiskup gnieźnieński Wincenty Kot, włączając do niej kilka wsi należących dotychczas do parafii Turek oraz wieś Piętno z parafii w Malanowie. Pierwszy kościół parafialny wystawił w połowie XV wieku Marcin ze Szczytnik, właściciel Grzymiszewa. Była to budowla drewniana, mająca sześć ołtarzy, która spłonęła w 1783 roku. W jego miejsce Izabela Gajewska z Mycielskich, miejscowa dziedziczka, wystawiła dwa lata później własnym sumptem nowy kościół, także drewniany. Został on rozebrany przez Niemców w 1943 roku.
Obecny kościół parafialny pw. Narodzenia Najświętszej Maryi Panny i świętej Barbary został zbudowany w roku 1949 i w tymże roku konsekrowany. Jest to budynek bezstylowy, murowany, kryty blachą aluminiową, malowany w 1999 roku. Posiada dwa ołtarze. W głównym znajduje się barokowy obraz Matki Bożej z Dzieciątkiem w srebrnej sukience, pochodzący z połowy XVII wieku. Ponadto ciekawymi zabytkami są: barokowe obrazy Świętej Rodziny, Chrystusa Bolesnego i świętego Walentego, obraz świętej Rozalii z początku XIX wieku, dwa barokowe krucyfiksy oraz monstrancja wieżyczkowa z cechą złotniczą Torunia i cechą imienną Jana Christiana Bröllmana.

### Grobowiec Pułaskich
Na cmentarzu rzymskokatolickim znajduje się odnowiony, monumentalny grobowiec rodzinny Pułaskich, wybudowany w II poł. XIX w. w stylu neoromańskim. Grobowiec ten został zaadaptowany jako kaplica pogrzebowa i służy mieszkańcom parafii.